# Waikato International 2003
Die Waikato International 2003 im Badminton fanden vom 27. bis zum 29. Juni 2003 in Hamilton statt.

## Sieger und Platzierte
| Disziplin    | Gold                                    | Silber                           | Bronze                             |
| ------------ | --------------------------------------- | -------------------------------- | ---------------------------------- |
| Herreneinzel | Agus Hariyanto                          | Hidetaka Yamada                  | Bobby Milroy                       |
| Herreneinzel | Agus Hariyanto                          | Hidetaka Yamada                  | Shoji Sato                         |
| Dameneinzel  | Kanako Yonekura                         | Kaori Mori                       | Ling Wan Ting                      |
| Dameneinzel  | Kanako Yonekura                         | Kaori Mori                       | Miho Tanaka                        |
| Herrendoppel | Hendri Kurniawan Saputra Denny Setiawan | Keita Masuda Tadashi Ohtsuka     | John Gordon Daniel Shirley         |
| Herrendoppel | Hendri Kurniawan Saputra Denny Setiawan | Keita Masuda Tadashi Ohtsuka     | Liu Kwok Wa Albertus Susanto Njoto |
| Damendoppel  | Seiko Yamada Shizuka Yamamoto           | Ai Hirayama Akiko Nakashima      | Sara Runesten-Petersen Bei Wu      |
| Damendoppel  | Seiko Yamada Shizuka Yamamoto           | Ai Hirayama Akiko Nakashima      | Li Wing Mui Ling Wan Ting          |
| Mixed        | Daniel Shirley Sara Runesten-Petersen   | Tadashi Ohtsuka Shizuka Yamamoto | Travis Denney Kate Wilson-Smith    |
| Mixed        | Daniel Shirley Sara Runesten-Petersen   | Tadashi Ohtsuka Shizuka Yamamoto | Norio Imai Chikako Nakayama        |